# Classe Prinz Adalbert
La classe Prinz Adalbert fut véritablement la première classe de croiseur cuirassé construite par la marine impériale allemande issue de l'amélioration du croiseur blindé SMS Prinz Heinrich, lancé en 1900.

## Les unités de la classe Prinz Adalbert
| Nom                | Chantier               | Lancement    | Service effectif | Fin de carrière                                        | Photo |
| ------------------ | ---------------------- | ------------ | ---------------- | ------------------------------------------------------ | ----- |
| SMS Prinz Adalbert | Kaiserliche Werft Kiel | 25 juin 1901 | 12 janvier 1904  | coulé le 23 octobre 1915 par sous-marin britannique E8 |       |
| SMS Friedrich Carl | Blohm & Voss Hambourg  | 21 juin 1902 | 12 janvier 1903  | miné le 17 novembre 1914                               |       |